# Богданов, Василий Семёнович
Василий Семёнович Богданов (15 января 1923, с. Красносельское — 13 марта 1997) — директор зернового совхоза «Пешковский» Фёдоровского района Кустанайской области, Казахская ССР. Герой Социалистического Труда (1966). Член КПСС с 1944 г.
В 1939—1942 работал в колхозе.
Участник войны с 1942 по 1945 год, награждён медалями «За отвагу», «За боевые заслуги», «За взятие Будапешта», «За победу над Германией в Великой Отечественной войне 1941—1945 гг.», орденом Отечественной войны II степени (1985).
В 1945—1947 председатель колхоза. В 1947—1949 учился в сельскохозяйственной школе. В 1949—1960 заместитель председателя и председатель колхоза, директор МТС, председатель колхоза.
В июле 1960 года после реорганизации колхоза «За коммунизм» Фёдоровского района в зерносовхоз «Пешковский» был назначен его первым директором. Вывел совхоз в число передовых сельскохозяйственных предприятий Фёдоровского района. Указом Президиума Верховного Совета СССР от 22 марта 1966 года удостоен звания Героя Социалистического Труда с вручением ордена Ленина и золотой медали «Серп и Молот».
Депутат Верховного Совета СССР VII созыва (1966—1970).